# Ка Фудрис (Бергамо)
Ка Фудрис је насеље у Италији у округу Бергамо, региону Ломбардија.
Према процени из 2011. у насељу је живело 27 становника. Насеље се налази на надморској висини од 802 м.